# 中国电脑教育报
《中国电脑教育报》（英語：China Computer Education，缩写：CCE）是一本在中国大陆发行的关于电脑应用方面的普及型周报。最主要的读者是在校师生，其宣传口号是“IT之源 教育为本”。每周五十多版版面。内容以产品测试、硬件采购、应用软件与新闻评论等，接受读者投稿、教师论文等。
2013年5月20日起，更名为《中国信息化周报》。
- 邮发代号：1-170 国内统一刊号：CN11-0210

## 有关单位
- 主管单位：中华人民共和国工业和信息化部
- 主办单位：中国电子信息产业发展研究院（CCID／赛迪集团）